# Mačeha (rastlina)
Mačeha (znanstveno ime Viola tricolor hortensis) je okrasna cvetnica iz rodu vijolic. So plemeniteni hibridi vrste Viola tricolor z drugimi vrstami vijolic, tričlensko ime je: Viola tricolor hortensis. Hibride imenujejo tudi Viola × wittrockiana (po švedskem botaniku Wittrocku). Slovensko ime »mačeha« se pomensko ujema z nemškim »Stiefmütterchen«»«.
Morfološki ključ  za razlikovanje mačeh od drugih vijolic je usmerjenost petih venčnih listov cveta. Pri mačehah so trije venčni listi obrnjeni simetrično vstran in navzdol, dva pa navzgor; pri drugih vijolicah pa sta navzdol obrnjena dva venčna lista, trije pa vstran in navzgor. Zaradi razporeda venčnih listov nekateri vidijo pri mačehah podobnost s človeškim obrazom. 
Mačeho so izbrali za simbol svobodomiselnosti.

## Kultivarji
Vzorci kultivarjev
- 'Delta Pure Deep Orange' oranžni kultivar
- 'Delta Premium Pure White' beli kultivar
- 'Delta Pure Yellow' rumeni kultivar
- 'Delta Light Blue' sinji kultivar
- modri kultivar
- enobarvni rdeči kultivar
- vijolični kultivar
- vijolični in beli kultivar
- vijolično-rumeni kultivar